# Winter Olympics: Lillehammer '94
Winter Olympics: Lillehammer '94 est un jeu vidéo de sport d'hiver développé par Tiertex Design Studios et édité par U.S. Gold sur plusieurs plates-formes en 1993. c'est le jeu vidéo officiel des XVIIes Jeux Olympiques d'hiver de Lillehammer en Norvège.
Toutes les versions ont été publiées par U.S. Gold, le titulaire des droits. Les versions pour ordinateur domestique (Amiga et PC) ont été développées par ID Software (à ne pas confondre avec id Software) et les versions console (Game Gear, Mega Drive / Mega Drive II, Master System, Super NES) ont été développées par Tiertex. Il existe également des différences majeures entre les plates-formes. La version Game Boy s'appelle Winter Gold en Europe.
Le jeu comporte dix sports d'hiver jouables et les joueurs peuvent représenter des pays du monde entier.

## Sports
- Descente
- Slalom géant
- Super G
- Slalom
- Bobsleigh
- Luge
- Ski de Bosses (versions console uniquement)
- Saut à ski
- Biathlon
- Short track

## Nations jouables
Il y a un total de 20 nations jouables dans le jeu :
- Allemagne
- Australie
- Autriche
- Brésil
- Canada
- Chine
- Espagne
- États-Unis
- Finlande
- France
- Italie
- Grande-Bretagne
- Japon
- Norvège
- Russie
- Suède
- Suisse

## Système de jeu
Le joueur peut s'entraîner librement et participer à des Jeux Olympiques complets ou mini (événements sélectionnés par le joueur). Pendant la compétition, il y a à la fois des tableaux de médailles et de points. Alors que dans le jeu Olympic Gold, les points étaient attribués selon le tableau des médailles, ils sont ici attribués selon les meilleurs résultats, comme pour le décathlon. Ainsi, il était parfaitement possible de remporter la médaille d'or en courte piste, et d'obtenir peu de points de plus que les autres patineurs (même non finalistes) qui obtenaient de meilleurs temps de qualification. Cette méthode de notation signifiait également qu'une personne qui remportait la médaille d'or dans six ou sept épreuves pouvait se retrouver en dehors des dix premiers si elle était disqualifiée dans les trois autres.
Il existe de nombreuses différences entre les versions publiées pour chaque système. Bien que cela puisse s'expliquer par un matériel différent, à partir de 1993, il était possible de réaliser un jeu vidéo à base de sprite-base sur une console 16 bits en utilisant la version PC comme base. Dans ce cas, les différences étaient dues au choix de U.S. Gold de faire appel à deux sociétés développant séparément des versions différentes du jeu et aussi à la méthodologie de développement de Tiertex, qui utilisait un programmeur de jeu différent pour chaque plateforme - chacun programmant dans un langage d'assemblage différent (pas de portage). Parmi les différences majeures, les bosses en freestyle sont différentes sur les versions 16 bits, et globalement la version Super NES est beaucoup plus impitoyable que la version Mega Drive/Genesis, alors que la version Master System est celle qui permet un meilleur contrôle sur les épreuves de ski alpin.